# Tiranas Polytekniska Universitet
Tiranas Polytekniska Universitet (UPT) ( albanska: Universiteti Politeknik i Tiranës) är ett universiet beläget i Tirana, Albanien. UPT har utbildningar inom erbjuder  ingenjörsvetenskap och relaterade områden. 

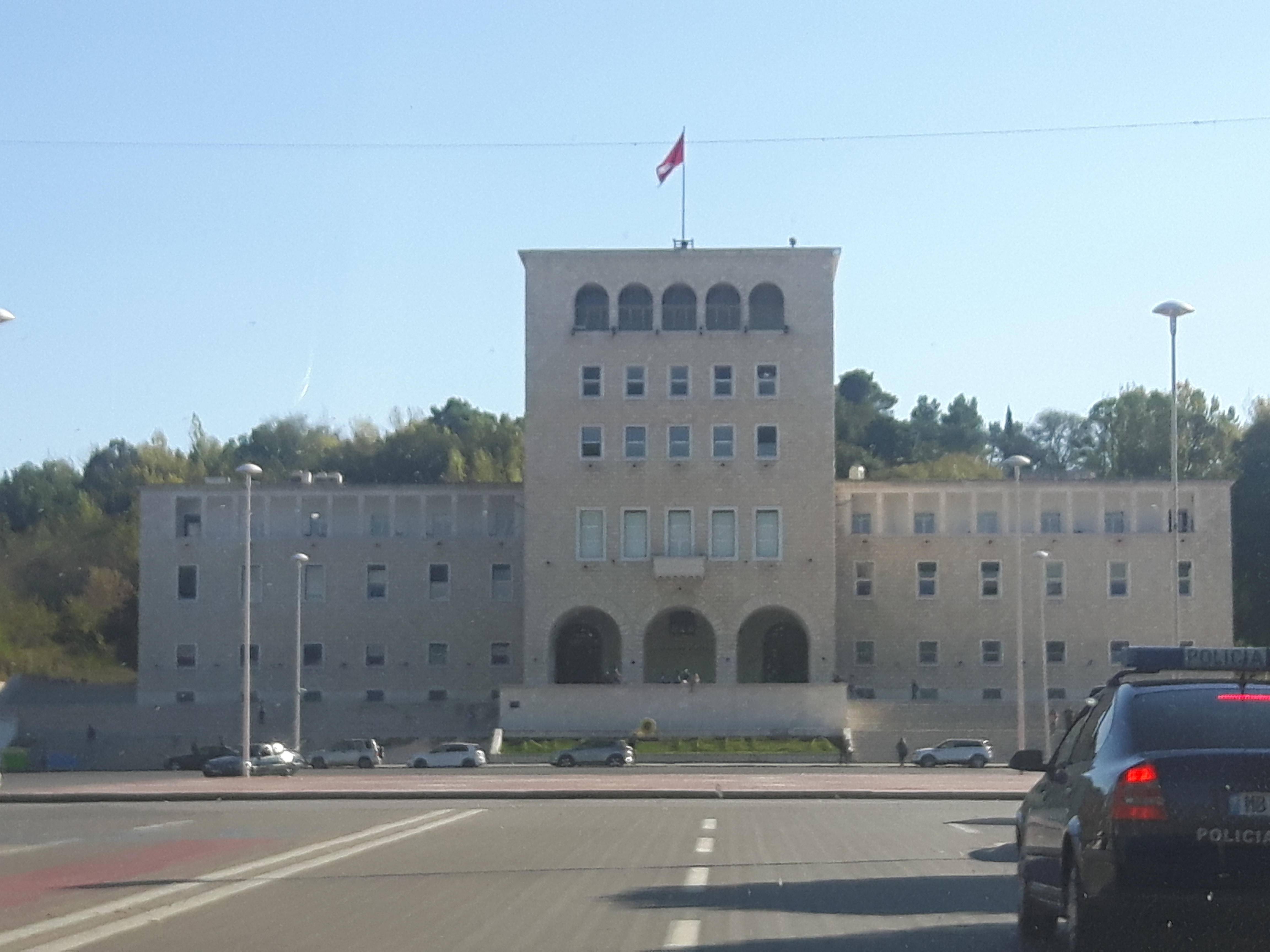
Huvudbyggnadenför det Tiranas Polytekniska Universitet vid Moder Teresa-torget.

UPT är det äldsta och näst största universitetet i Albanien, efter universitetet i Tirana. Det grundades 1951 och har idag cirka 10.000 studenter. 2012, med anledning av 100-årsjubileumet för Albaniens självständighet, tilldelades UPT en hedersutmärkelse av Albaniens president, Bujar Nishani. 